# Dead and Gone
„Dead and Gone” este un cântec al artistului hip-hop american T.I. în colaborare cu compozitorul și cântărețul american Justin Timberlake. A fost lansat ca al patrulea single de pe al șaselea album de studio al lui T.I., Paper Trail